# Farid Simaika
Farid Simaika (arabiska: فريد سميكة), född 12 juni 1907, i Alexandria, död 11 september 1943 i Makassar i Indonesien, var en egyptisk simhoppare som tog en silvermedalj i höga hopp och en bronsmedalj i svikthopp vid olympiska sommarspelen 1928 i Amsterdam.
Simaika tränade i USA där han vann tre amatörmästerskap i höga hopp och ett på enmeterssvikt. Han blev sedan proffs och deltog i olika vattenshower. Han turnerade också i Europa tillsammans med vännen och OS-konkurrenten Pete Desjardins. Simaika medverkade i tre Hollywoodfilmer: 1931 var han stuntman i Spökskeppet som regisserades av John Ford. Han medverkade också i två dokumentärer om dykning, Double Diving 1939 och Water Sports 1941.
Simaika blev amerikansk medborgare i mars 1942. Han tog värvning i U.S. Army Air Corps den 3 augusti 1942 och på hösten 1943 sköts hans plan ned över Indonesien.